# Beretta Cheetah
Beretta Cheetah - (pol. "Beretta Gepard") znany także jako "Series 81" od oryginalnej nazwy modelu, to kompaktowy półautomatyczny pistolet samopowtarzalny zaprojektowany oraz wytwarzany przez włoską firmę produkującą broń strzelecką Beretta, który pojawił się w roku 1976. Powstały wersje zasilane amunicją 7,65 x 17 mm SR Browning (Model 81 oraz 82), 9 x 17 mm Short (Model 83, 84, 85 i 86) a także .22 LR (Model 87, 87 target oraz 89)

## Mechanizm działania
Beretta Cheetah jest bronią samopowtarzalną, działającą na zasadzie odrzutu zamka swobodnego. Mechanizm spustowo-uderzeniowy kurkowy, podwójnego działania (Model 87 pojedynczego). Pistolet wyposażony jest w bezpiecznik nastawny którego skrzydełka znajdowało się z obu stron szkieletu i zatrzask zamka. Pistolet zasilany z jedno lub dwurzędowego magazynka pudełkowego o pojemności 7-13 naboi.

### Dane taktyczno-techniczne
| Dane taktyczno-techniczne pistoletów Cheetah |            |            |            |            |                |           |
| Wersja                                       | Model 83   | Model 84   | Model 85   | Model 86   | Model 87       | Model 80X |
| Nabój                                        | 9 mm Short | 9 mm Short | 9 mm Short | 9 mm Short | .22 Long Rifle | 9mm Short |
| Mechanizm spustowy                           | SA/DA      | SA/DA      | SA/DA      | SA/DA      | SA/DA          | SA/DA     |
| Długość (mm)                                 | 177        | 172        | 172        | 186        | 172            | 175       |
| Długość lufy (mm)                            | 102        | 97         | 97         | 111        | 97             | 99        |
| Masa bez amunicji (g)                        | 640        | 660        | 620        | 660        | 570            | 680       |
| Pojemność magazynka                          | 7          | 13         | 8          | 8          | 8              | 13        |